# Кантервуд (Вашингтон)
Кантервуд (енгл. Canterwood) насељено је место без административног статуса у америчкој савезној држави Вашингтон.

## Демографија
По попису из 2010. године број становника је 3.079.
| Група             | 2000.    | 2010.         |
| Белци             | 0 (0,0%) | 2.641 (85,8%) |
| Афроамериканци    | 0 (0,0%) | 28 (0,9%)     |
| Азијати           | 0 (0,0%) | 165 (5,4%)    |
| Хиспаноамериканци | 0 (0,0%) | 103 (3,3%)    |
| Укупно            | 0        | 3.079         |